# Dollot

 Dollot  es una comuna y población de Francia, en la región de Borgoña, departamento de Yonne, en el distrito de Sens y cantón de Chéroy.  
Su población en el censo de 1999 era de 307 habitantes. Su gentilicio francés es Dollotiens.
Está integrada en la Communauté de communes Gâtinais Bourgogne .   

## Demografía
| 282 | 280 | 245 | 232 | 265 | 307 |
| Para los censos de 1962 a 1999 la población legal corresponde a la población sin duplicidades (Fuente: INSEE [Consultar]) |     |     |     |     |     |